# Чък Хоган
Чарлз Хоган (на английски: Charles Hogan) е американски сценарист и писател на бестселъри в жанра фентъзи, хорър и трилър. Пише под псевдонима Чък Хоган (на английски: Chuck Hogan).

## Биография и творчество
Чалз „Чък“ Патрик Хоган е роден на 4 август 1967 г. в Бостън, Масачузетс, САЩ. През 1986 г. завършва гимназия в Кантон, Масачузетс. Завършва английска филология в Бостънския колеж, където посещава и курс по творческо писане при писателя Рекс Стаут. След дипломирането си работи известно време във видеотека, като по това време написва два непубликувани романа. Действителен случай на заложническа драма с беглеца Ранди Уивър в Айдахо го вдъхновява за написването на следващия ръкопис.
Първият му трилър „The Standoff“ е публикуван през 1995 г. Сюжетът на романа представя криза с вземане на заложници. Той става бестселър и го прави известен.
През 2004 г. е публикуван трилърът му „Принцът на крадците“. В сюжета на книгата се сблъскват мозъкът на банда банкови обирджии Дъг Макрей, специален агент Адам Фроули от отдела на ФБР и красивата управителка на банка Клеър Кийси, а в плановете им се намесват и личните чувства. Книгата е бестселър и е удостоена с наградата за криминална литература „Хамет“. През 2010 г. романът е екранизиран във филма „Градът“ с участието на Бен Афлек, Ребека Хол и Джон Хам.
През 2009 г. е издаден първият трилър „Заразата“ от фентъзи поредицата „Напаст“ в съавторство с режисьора Гилермо дел Торо. Поредицата вампирски романи бързо става популярна и през 2014 г. по нея се екранизира телевизионния сериал „Заразата“ с участието на Кори Стол, Дейвид Брадли и Кевин Дюранд.
Първият му сценарий е екранизиран през 2016 г. във филма „13 часа: Тайните войници на Бенгази“.
Женен е за Шарлот Брайт, учителка.
Чарлз Хоган живее със семейството си в Бостън.

## Произведения

### Самостоятелни романи
- The Standoff (1995)
- The Blood Artists (1998)
- Prince of Thieves (2004) – издаден и като „The Town“, награда „Хамет“
Принцът на крадците, изд.: ИК „Атика“, София (2006), прев. Милослава Плачкинова
- The Killing Moon (2007)
- Devils in Exile (2010)

### Серия „Напаст“ (Strain) – сГийермо дел Торо
1. The Strain (2009)
Заразата, изд. „Студио Арт Лайн: Про Филмс“ София (2009), прев. Валерий Русинов
2. The Fall (2010)
Падението, изд. „Студио Арт Лайн: Про Филмс“ София (2011), прев.
3. The Night Eternal (2011)
Вечната нощ, изд. „Студио Арт Лайн: Про Филмс“ София (2013), прев. Борис Шопов

### Серия „Щам“ (Strain) – с Гийермо дел Торо
1. Part 1 (2014)
2. Part 2 (2014)
3. Part 3 (2014)
4. Part 4 (2014)

### Серия „Джон Сайлънс“ (John Silence) – с Гийермо дел Торо
1. John Silence (2016)

### Екранизации
- 2010 Градът, The Town – по романа „Принцът на крадците“, продуцент
- 2012 Dark Horse Motion Comics – ТВ сериал, 1 епизод
- 2014 – 2017 Заразата, The Strain – ТВ сериал, 46 епизода
- 2016 13 часа: Тайните войници на Бенгази, 13 Hours – сценарий